# Vickers Valetta
Die Vickers Valetta war ein zweimotoriges britisches Transport- und Mehrzweckflugzeug für Kurz- und Mittelstrecken des Herstellers Vickers-Armstrongs (Aircraft) Ltd. von 1947. Der von zwei Kolbenmotoren angetriebene Ganzmetall-Tiefdecker mit Spornradfahrwerk konnte bis zu 34 Personen oder 4 Tonnen Fracht befördern und wurde nahezu ausschließlich von der britischen Luftwaffe (Royal Air Force) bis 1969 eingesetzt.

## Geschichte
Die Valetta wurde von Vickers auf der Basis des zivilen Passagierflugzeugs Vickers Viking IB entwickelt, als die Royal Air Force ein Nachfolgemuster für die Douglas DC-3 suchte.
Sie sollte mehrere unterschiedliche Aufgaben erfüllen können. Hierzu zählten neben Truppen- und Frachttransporten auch Einsätze als Ambulanzflugzeug, das Schleppen von Segelflugzeugen, Lastabwürfe sowie das Absetzen von Fallschirmjägern.
Andere Änderungen gegenüber der Viking waren stärkere Bristol Hercules 230-Motoren mit je 1975 PS und ein um 1135 kg gesteigertes Höchstabfluggewicht. Auch die Valetta verfügte nicht über eine Druckkabine.
Die Valetta flog erstmals am 30. Juni 1947.

## Produktion
Bereits am 30. März 1948 wurde die erste Valetta bei der Royal Air Force in Dienst gestellt. Gebaut wurden 262 Exemplare; die letzte Lieferung erfolgte am 29. September 1952.

## Konstruktion

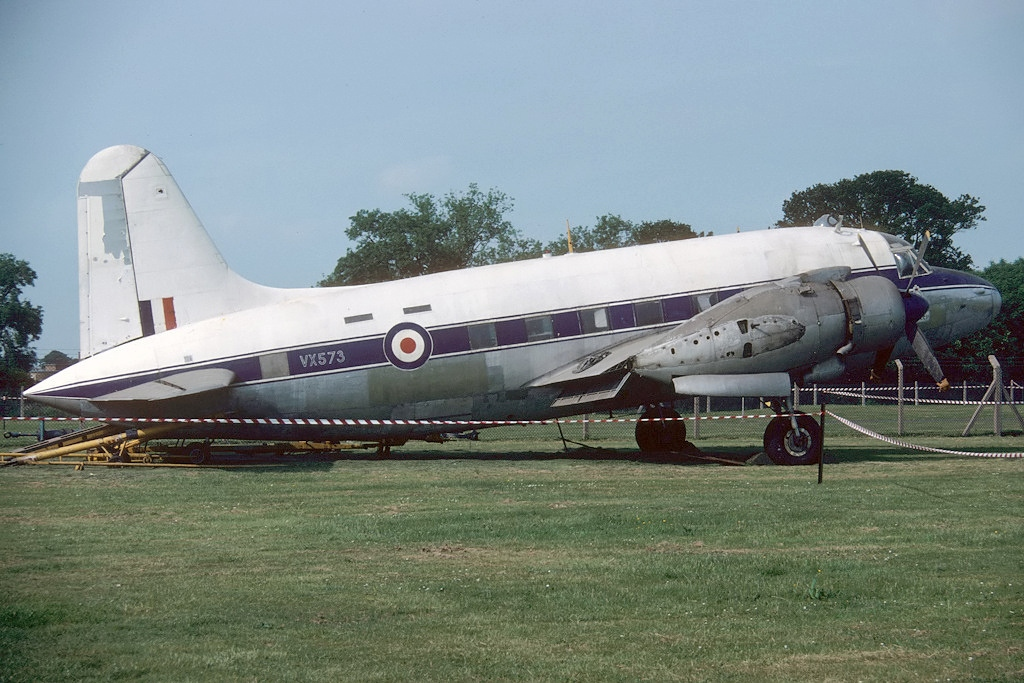
Valetta C.2 VX573 im RAF-Museum Cosford, 1984

Abgesehen von Motoren und Gewicht unterschied sie sich vom Ausgangsmuster Viking vor allem durch einen verstärkten Kabinenboden, eine große Frachttür, ein verstärktes Hauptfahrwerk mit größerem Hub der Stoßdämpfer sowie durch ein geändertes Treibstoffsystem mit flexiblen Treibstofftanks, die eine Gesamtkapazität von 3294 Litern besaßen. In der Frachttür befand sich eine kleinere Tür, die zum Einsteigen sowie zum Absetzen von Fallschirmspringern diente. Zum Transport von Lasten wurden Verzurrösen am Boden und in den Seitenwänden für die Fracht angebracht; das Kabinenvolumen betrug 44,3 m³. Der durchgehende untere Frachtraum war durch vier Zugangstüren erreichbar. Für das Schleppen von Lastenseglern waren eine Schleppkupplung am Heck mit Auslösegriff im Cockpit vorhanden. Zur recht flexibel auswechselbaren Kabineneinrichtung gehörten unter anderem verschiedene Arten von Sitzen und Sitzbänken, eine Ladewinde, Rollenböden sowie Fahrzeugrampen zur Überwindung des über den Kabinenboden verlaufenden Flügelholms, Sauerstoffbehälter und Krankentragen.

## Einsatz
Die Valetta wurden während der militärischen Operationen in der Sueskrise 1956, in Malaysia (zum Transport, Lasten- und Flugblattabwurf) sowie im Jemen (Aden) ab 1964 eingesetzt.
Darüber hinaus wurde sie auch in Kuwait sowie Zypern, Mittlerer Osten, Singapur, Hongkong, Malta und Deutschland verwendet (November 1950 bis November 1968; nach anderen Angaben bis Juni 1969).
Die letzte Valetta wurde im Juni 1969 außer Dienst gestellt und ins RAF Museum (Hendon) überführt.

## Versionen
Ein Prototyp und drei Serien-Varianten wurden gebaut:
- 1 Prototyp, entwickelt aus der militärischen Vickers 607 Viking VL249

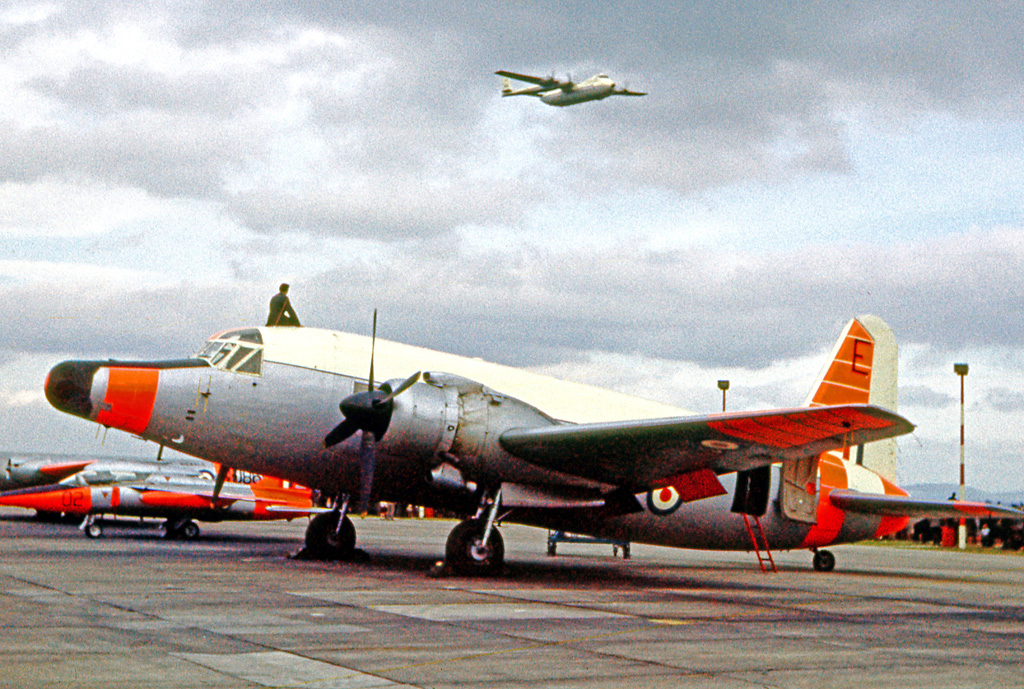
Valetta T.4 WJ485, 1963

- Valetta C.1 (210 Stück[4]) Erstflug der Serienversion am 28. Januar 1948,[5] geliefert vom 30. März 1948 bis 9. Januar 1952[12]
- Valetta C.2 (11 Stück) erste Lieferung Oktober 1949 (VX571), letzte Lieferung 10. Juli 1951 (WJ504);[12] hauptsächlich als VIP-Flugzeug für 9 bis 15 Passagiere verwendet; verfügte über Bordküche, Toilette, Gepäckraum, zwei zusätzliche Tanks für 263 Liter auf den Triebwerksgondeln,[13] dadurch gesteigerte Reichweite von 2152 km plus 20 % Reserve[3]
- Valetta T.3 (40 Stück) Erstflug 31. August 1950, erste Lieferung 17. oder 21. August 1951 (WG256), letzte Lieferung 29. September 1952 (WJ487);[12] Navigationstrainer für 10 Navigator-Schüler, sechs Plexiglaskuppeln („Astrodomes“) auf der Rumpfoberseite
- Valetta T.4 (18 Stück, aus T.3 umgebaut) Erstflug der umgebauten Variante am 15. März 1956, lange Bugnase für Radartraining.[14]

Im Jahr 1950 wurde eine Valetta für die Aufnahme von Fernsehbildern ausgerüstet. Sie war das erste Flugzeug weltweit, aus dem Fernsehbilder direkt in ein laufendes Programm (im BBC) übertragen wurde.
Aus der Viking und der Valetta wurde später noch das Schulflugzeug Varsity entwickelt, deren Erstflug im Juli 1949 stattfand. Deren wichtigste Unterschiede sind das Bugradfahrwerk, die um rund 2 m größere Flügelspannweite und der um 1,40 m längere Rumpf. Zudem verfügte die Varsity über eine Bauchwanne für das Training zukünftiger Bombenschützen.

## Nutzer

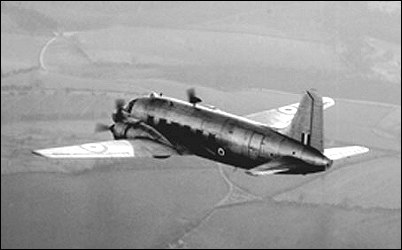
Vickers Valetta im Flug

Vereinigtes KönigreichRoyal Air Force
Die erste Staffel, die Valettas erhielt, war 1949 die 204. Squadron im ägyptischen Kabrit (heute Kibrit). Insgesamt wurden neun Staffeln des RAF Transport Commands im Mutterland, der Middle und der Far East Air Force mit der Valetta ausgerüstet.
Bei den Kämpfen in Malaya in den 1950er Jahren wurde der Typ von der 48., 52. und 110. Squadron für den Abwurf von Nachschub und Flugblättern eingesetzt. Der letzte Verband, der Valettas einsetzte, war bis 1960 die 84. Squadron in RAF Khormaksar in Aden.
Zivile Nutzer
Nur vier der 262 Valettas wurden zivil zugelassen und davon lediglich eine tatsächlich genutzt.
Zwei Maschinen wurden im Februar 1958 von der Firma The Decca Navigator Co. erworben. Eine davon (G-APKR; c/n 363, ex VW802) wurde als Erprobungs- und Vorführmaschine für das Decca-Navigationssystem genutzt; bei der Landung in London/Gatwick am 21. September 1963 kollabierte das rechte Hauptfahrwerk, und die Maschine wurde abgeschrieben. Die andere (G-APKS; c/n 165, ex VL263) diente als Ersatzteilspender und wurde ebenso wie die verunglückte Schwestermaschine auf dem Flugplatz Biggin Hill verschrottet.
Zwei andere Exemplare wurden im November 1957 von Eagle Aviation als Ersatzteilspender für ihre Flotte von 22 Vickers Vikings gekauft. Die Bugsektion der ersten (G-APII; c/n 302, ex VL275) wurde zur Reparatur der F-BJER der Airnautic herangezogen, die am 23. Dezember 1959 in Düsseldorf beschädigt worden war. Der Rest wurde zusammen mit der zweiten Maschine (G-APIJ; c/n 491, ex WD162) Anfang 1960 am Flughafen Blackbushe verschrottet.

## Zwischenfälle
Von den 262 gebauten Valetta wurden zwischen dem Erstflug 1947 und dem Einsatzende 1968 bei Unfällen und Zwischenfällen 76 zerstört oder irreparabel beschädigt (von 1949 bis 1964). Dies ist mit 29 Prozent innerhalb von 15 Jahren eine recht hohe Quote für ein Nachkriegs-Transportflugzeug. Bei 24 davon waren 164 Todesopfer zu beklagen. Beispiele:
- Am 28. November 1949 kam es bei einer Vickers Valetta C.1 der Royal Air Force (Luftfahrzeugkennzeichen VW160) beim Start von der RAF Station Deversoir nahe Ismailia (Ägypten) zu einem teilweisen Triebwerksausfall. Die Piloten konnten die Startrichtung nicht halten, das Flugzeug rollte in eine Funkpeilstation. Alle Insassen überlebten, jedoch wurde eine Person am Boden getötet.[20][21]

- Am 18. Februar 1951 fiel bei einer Vickers Valetta C.1 der Royal Air Force (VX514) das Triebwerk 2 (rechts) aus. Außerdem kam Rauch aus dem hinteren Kabinenboden und das Hauptfunkgerät funktionierte nicht mehr. Die Piloten setzten zu einer Notlandung auf dem Flughafen Stockholm/Bromma (Schweden) an. Während des herrschenden Schneesturms versuchte man durchzustarten. Dies misslang aufgrund mangelhafter Steigleistung, und es wurde eine Bauchlandung in einer Lichtung durchgeführt, wobei man mit Bäumen und Leitungen kollidierte. Ein Besatzungsmitglied kam ums Leben; die anderen 21 Insassen überlebten.[22][23]

- Am 29. März 1951 brachen die Piloten einer Valetta C.1 der Royal Air Force (VW187) auf dem  Flughafen Entebbe (Uganda) den Start aufgrund eines Triebwerkfehlers ab. Die Maschine überrollte das Startbahnende. Es gab keine Todesopfer; das Flugzeug wurde irreparabel beschädigt.[24]

- Am 10. April 1951 musste eine Valetta C.1 der Royal Air Force (VW833) in einem trockenen Flussbett bei Zalingei (Sudan) notgelandet werden, nachdem der gesamte Treibstoff verbraucht war. Keiner der sechs Insassen kam ums Leben; das Flugzeug wurde irreparabel beschädigt.[25]

- Am 2. Mai 1951 stürzte eine Vickers Valetta C.1 der Royal Air Force (VW156) nahe dem Militärflugplatz RAF Fayid (Ägypten) ab, als sich der Fallschirm eines abgeworfenen Containers im Höhenleitwerk verwickelte. Alle 8 Insassen, zwei Crewmitglieder und sechs Passagiere kamen ums Leben.[26][27]

- Am 4. Mai 1951 wurde eine Vickers Valetta C.1 der Royal Air Force (VW828) bei einer Nachtlandung auf dem Militärflugplatz RAF Dishforth (Vereinigtes Königreich) zerstört, als sie vor der Landebahn einen Beleuchtungsmast streifte. Alle Insassen überlebten.[28]

- Am 30. Mai 1951 brach bei einer Valetta C.1 der Royal Air Force (VX544) bei einer sehr harten Landung auf dem Flughafen Aqaba, Jordanien das Fahrwerk zusammen. Das Flugzeug wurde irreparabel beschädigt; Keiner der Insassen kam ums Leben.[29]

- Am 24. Juni 1951 musste eine Vickers Valetta C.1 der Royal Air Force (VX 498) aufgrund eines Triebwerkausfalls auf dem Flughafen Choma (Sambia) notgelandet werden. Das Flugzeug überschoss das Landebahnende und kollidierte mit einem Hügel. Alle Insassen überlebten; die Maschine wurde zerstört.[30]

- Am 12. Juli 1951 fing an einer Valetta C.1 der Royal Air Force (VW194) kurz nach dem Start von der Luftwaffenbasis RAF Lyneham (Vereinigtes Königreich) ein Motor Feuer. Die Piloten wollten zum Flugplatz zurückkehren, stellten jedoch das noch funktionierende Triebwerk ab, woraufhin die Maschine nahe der Luftwaffenbasis in den Boden flog. Alle 10 Insassen an Bord, drei Crewmitglieder und sieben Passagiere, kamen ums Leben.[31][32]

- Am 17. Juli 1951 fiel in einer Vickers Valetta C.1 der Royal Air Force (VW824) kurz nach dem Start vom Militärflugplatz RAF Fayid (Ägypten) die Regelung des Verstellpropellers aus, woraufhin dieser überdrehte. Als mit einer Bauchlandung notgelandet wurde, kam es zur irreparablen Beschädigung des Flugzeugs. Alle Insassen überlebten jedoch.[33]

- Am 17. September 1951 verlor eine Valetta C.1 der Royal Air Force (VW813) nahe Loka (Sudan) in Turbulenzen einen Außenflügel. Das Flugzeug stürzte etwa 90 km südwestlich von Juba ab, alle vier Crewmitglieder kamen ums Leben.[34][35]

- Am 19. August 1952 flog eine Valetta C.1 der Royal Air Force (VX559) nach einem Nachtstart von der Luftwaffenbasis RAF Benson (Großbritannien) drei Kilometer nördlich davon in den Boden und fing Feuer. Alle 3 Besatzungsmitglieder wurden getötet.[36][37]

- Am 26. Februar 1952 fiel bei einer Vickers Valetta C.1 der Royal Air Force (VW827) auch das zweite Triebwerk aus, nachdem das andere zu Übungszwecken abgestellt worden war. Bei der Notlandung im Gelände außerhalb des Startflugplatzes RAF Abingdon (England) wurde das Flugzeug irreparabel beschädigt. Die beiden Piloten, die einzigen Insassen, überlebten den Unfall.[38][39][40]

- Am selben Tag, dem 19. August 1952, zerbrach eine Vickers Valetta C.1 der Royal Air Force (VL266) auf einem Testflug 13 Kilometer westlich des Startflugplatzes Farnborough und stürzte nahe Hook, Hampshire (Großbritannien) ab. Zuerst löste sich die Seitenflosse, dann die linke Tragfläche, gefolgt von der rechten. Die beiden Piloten wurden getötet.[41]

- Am 15. Januar 1953 kollidierte eine Valetta C.1 der Royal Air Force (VX562) 46 Kilometer südwestlich von Agrigent (Italien) in 1500 Meter Höhe bei Starkregen mit einer Avro Lancaster GR.3, ebenfalls von der Royal Air Force (TX270). Beide Maschinen stürzten ins Mittelmeer. Die Valetta war auf dem Flughafen Malta-Luqa gestartet. Alle 19 Insassen, 3 Besatzungsmitglieder und 16 Passagiere, kamen ums Leben. Außerdem wurden die 7 Insassen der Lancaster getötet. Es war der zweitschwerste Unfall einer Valetta.[42][43]

- Am 7. Mai 1953 stürzte eine Valetta T.3 der Royal Air Force (WG258) auf einem Trainingsflug 40 Kilometer von der Landzunge Hartland Point im südwestlichen Großbritannien entfernt aus unbekannten Gründen ins Meer. Alle 10 Insassen kamen ums Leben.[44][45]

- Am 6. Januar 1954 verlor eine Valetta T.3 der Royal Air Force (WJ474) vier Minuten nach dem Start von der RAF Station Bovingdon (Hemel Hempstead) (Großbritannien) während eines Schneesturms an Höhe und kollidierte mit einem Baum. Von den 17 Insassen kamen 16 ums Leben, alle 4 Besatzungsmitglieder und 12 der Passagiere.[46][47]

- Am 20. September 1955 wurde eine Vickers Valetta C.1 der Royal Air Force (VW204) bei einem nächtlichen Durchstarten 800 Meter westlich des Militärflugplatzes RAF Dishforth (England) in den Boden geflogen und fing Feuer. Durch diesen CFIT (Controlled flight into terrain) wurden alle Insassen getötet.[48][49]

- Am 15. Juni 1956 kam es mit einer Valetta C.1 der Royal Air Force (VX521) beim Langsamflug während des Abwurfs von Nachschub zu einem Strömungsabriss. Die Maschine stürzte in der Nähe von Ipoh (Malaya) in den Dschungel. Alle 9 Insassen wurden getötet.[50][51]

- Am 17. April 1957 brach von einer Valetta C.1 der Royal Air Force (VW832) fünf Minuten nach dem Start vom Flughafen Aqaba (Jordanien) die linke Tragfläche ab, nachdem das Flugzeug in Turbulenzen geraten war. Die Maschine stürzte nahe Queria ab. Alle 27 Insassen, 3 Besatzungsmitglieder und 24 Passagiere, kamen ums Leben. Gemessen an der Anzahl der Todesopfer war dies der schwerste Unfall einer Valetta.[52][53]

## Museumsstücke
Die letzte noch fliegende Valetta (VX573) wurde am 7. November 1968 von Wildenrath überführt, außer Dienst gestellt und ins RAF Museum (Hendon) überführt. Später wurde sie in das RAF-Museum Cosford gebracht und dort gelagert.
Eine weitere Valetta C.2 (VX580) ist im Norfolk and Suffolk Aviation Museum in Flixton (Suffolk) ausgestellt.

## Technische Daten
| Kenngröße                        | Daten                                                                                |
| -------------------------------- | ------------------------------------------------------------------------------------ |
| Besatzung                        | 4 (2 Piloten, je 1 Navigator und Funker)                                             |
| Passagiere                       | 9 bis 34 Passagiere oder 20 Fallschirmspringer oder 20 Krankentragen                 |
| Länge                            | 19,10 m                                                                              |
| Spannweite                       | 27,20 m                                                                              |
| Höhe                             | 5,94 m                                                                               |
| Flügelfläche                     | 82 m²                                                                                |
| Flügelstreckung                  | 9,0                                                                                  |
| Flächenbelastung                 | 202 kg/m²                                                                            |
| Leermasse                        | 11.370 kg                                                                            |
| Nutzlast                         | ca. 4000 kg                                                                          |
| max. Startmasse                  | 16.556 kg                                                                            |
| max. Landemasse                  | 16.102 kg                                                                            |
| Reisegeschwindigkeit             | 339 km/h (183 kts)                                                                   |
| Höchstgeschwindigkeit            | 415 km/h (224 kts)                                                                   |
| Dienstgipfelhöhe                 | 6.760 m (22.200 ft)                                                                  |
| max. Reichweite                  | 2.270 km                                                                             |
| Reichweite mit 34 Personen       | 580 km                                                                               |
| Startstrecke über 15 m Hindernis | 1145 m                                                                               |
| Landestrecke über 15 m Hindernis | 1305 m                                                                               |
| Antrieb                          | 2 luftgekühlte 14-Zylinder-Sternmotoren Bristol Hercules 230, je 1.975 PS (1.451 kW) |